# Мальтаза
Мальтаза, також кисла альфа-глікозидаза — фермент з класу гідролаз, що розщеплює дисахарид мальтозу на дві молекули глюкози.
Наявний у тварин, рослин, грибів, бактерій. У ссавців присутній у слині, кишковому соку, крові.
Кишкова мальтаза людини кодується геном MGAM. 